# Kabinett Karl von in der Maur I
Das Kabinett Karl von in der Maur I war vom 23. September 1884 bis 5. September 1892 die von Fürst Johann II. ernannte Regierung des Fürstentums Liechtenstein unter Vorsitz von Landesverweser Karl von in der Maur.
Die Regierung Karl von in der Maur I gestaltete die Landesverwaltung nach österreichischem Vorbild und vereinheitlichte sie. 
Besonderes Augenmerk legte die Regierung auf den Ausbau des Schulwesens durch Schulneubauten, neue Lehrpläne, Einführung einer Schulgesundheitspflege und Sicherung der Qualität der Lehrer. 
Ausserdem kam es 1891 zu einer Reform der Statuten der Sparkassa.

## Kabinettsmitglieder
|                                                                           | Bild                                         | Name                   | Amtszeit                               | Landschaft |  |
| Landesverweser                                                            |                                              |                        |                                        |            |  |
|                                                                           | Landesverweser Karl von in der Maur          | Karl von in der Maur   | 23. September 1884 – 5. September 1892 | –          |  |
| Landräte                                                                  |                                              |                        |                                        |            |  |
|                                                                           | Landrat Johann Georg Matt                    | Johann Georg Matt      | 23. September 1884 – 1886/88?          | Unterland  |  |
|                                                                           | Landrat Johann Georg Marxer                  | Johann Georg Marxer    | 23. September 1884 – 1891              | Oberland   |  |
|                                                                           | Landrat Franz Josef Biedermann               | Franz Josef Biedermann | 1889 – 5. September 1892               | Unterland  |  |
| Landrat-Stellvertreter. die regelmässig an Regierungssitzungen teilnahmen |                                              |                        |                                        |            |  |
|                                                                           | Landrat-Stellvertreter Johann Alois Schlegel | Johann Alois Schlegel  | 1885 – 1891                            | Oberland   |  |
|                                                                           | Landrat Lorenz Kind                          | Lorenz Kind            | 1889 – 1891                            | Unterland  |  |